# Marceli Michałowski
Marceli Michałowski – porucznik w powstaniu listopadowym. Wzięty do rosyjskiej niewoli, zesłany został do Wiatki.